# Mister Cee
Кельвин Лебрен (англ. Calvin LeBrun; 17 августа 1966, Бруклин, Нью-Йорк — 10 апреля 2024, Нью-Йорк, Нью-Йорк), более известный под псевдонимом Mister Cee и DJ Mister Cee — американский диджей, телеведущий, музыкальный продюсер и радиоведущий на нью-йоркском радио WQHT (Hot 97).
Лебрен больше всего известен как диджей рэпера Big Daddy Kane, а также как человек, который обнаружил талант The Notorious B.I.G., за что и был отмечен на его дебютном альбоме Ready to Die (1994) как помощник исполнительного продюсера.
С 1993 года Мистер Си работал радиоведущим на нью-йоркском радио WQHT (Hot 97), где он стал известен как ведущий ряда авторских радиошоу. Лебрен также много раз появлялся на телевидении в таких шоу, как 106 & Park и Rap City.
Мистер Си — клубный диджей с самым высоким рейтингом в Нью-Йорке, который трижды победил в номинации «Лучший клубный микстейпный диджей» на ежегодной церемонии награждений Mixtape Awards в Нью-Йорке: в 1999-м, 2002-м, и 2003-м годах.
В 2005 году Мистер Си озвучил роль дополнительного солдата в видеоигре The Warriors, а в 2008 году озвучил роль ведущего хип-хоп-радиостанции «102.7 The Beat» в игре Grand Theft Auto IV компании Rockstar Games.
В 2012 году телеканал BET поместил Мистера Си в список «50 самых влиятельных диджеев». Лебрен также разработал и утвердил вариант безалкогольного напитка Tropical Fantasy, который он назвал «Island Punch Finisher».

## Биография
ЛеБрен родился в районе Бедфорд — Стайвесант в Бруклине, Нью-Йорк. Мистер Си вместе с Big Daddy Kane посещали среднюю школу Сары Дж. Хейл, школу косметологии. Позднее Си стал диджеем Кейна. После окончания средней школы в возрасте 18 лет Си стал работать в курьерских службах до тех пор, пока Кейн не выпустил дебютный альбом Long Live the Kane (1988). На этом альбоме Си сделал скретч в песне «Mister Cee’s Master Plan». Си был известен прежде всего как диджей Биг Дэдди Кейна, поскольку Кейн стал одной из самых больших звёзд хип-хопа. По словам самого Кейна, Мистер Си был его диджеем в течение 11 лет, с 1984 по 1995 год, а затем Си начал работать диджеем на радио Hot 97, и Кейн понял, что он «больше не сможет параллельно работать с ним в туре».
Мистер Си помог с запуском карьеры рэперу Jay-Z.
Мистер Си также был продюсером. В то время как основную часть дебютного альбома Masta Ace, участника Juice Crew, спродюсировал Marley Marl, который работал над основной частью битов для команды, четыре трека были спродюсированы Мистером Си, в том числе запоминающийся «Postin' High», семплирующий песню The Crusaders «Street Life».
Мистер Си отправился в турне с Big Daddy Kane в 1991 году, когда диджей по имени 50 Grand попросил его послушать нового молодого бруклинского рэпера. Си сказал, что он послушает, когда вернётся. В тот же день, когда он вернулся домой, 23 сентября 1991 года, 50 Grand стоял напротив двери его квартиры с кассетой, на которой было демо Бигги. Си преобразился после того, как услышал, как Бигги читает рэп поверх песни «Blind Alley» группы The Emotions, которую Кейн использовал в качестве семпла для своей песни «Ain’t No Half Steppin» (1988). Mister Cee и 50 Grand перезаписали демо уже как профессиональную работу.
В 2010 году в интервью для MTV Мистер Си рассказал о том, что было на этой демо-кассете:
На демокассете были песни «Microphone Murderer», «Guaranteed Raw», «Live In Action» и ещё одна песня под названием «Love No Hoe». И когда мы говорим о демо, то мы говорим не о четырёх треках. По сути дела это был всего лишь DJ 50 Grand, который поставил две записи, на фоне которых Бигги что-то зачитал в его домашней студии в подвале. Я сказал Бигги: «Нам нужно переделать твоё демо, потому что оно было очень воздушно и просто». Демо, записанное в студии в подвале у 50 Grand, было перезаписано в моей собственной студии.
Си отнёс демо в журнал The Source, где редактор Маттео Каполуонго (англ. Matteo Capoluongo) поместил Бигги в своей колонке «Unsigned Hype» в марте 1992 года. Молодой A&R-менеджер лейбла Uptown Records по имени Шон Комбс прочитал колонку и быстро встретился с Бигом и Мистером Си, и тут же подписал Бигги Смоллза на свой лейбл. В итоге Си будет отмечен как помощник исполнительного продюсера на дебютном альбоме The Notorious B.I.G., Ready to Die. И хотя Си сделал скретч в песне «Gimme The Loot» в 1992 году, на альбоме он оказался не отмеченным. Остальное, как говорится, история.
«Microphone Murderer» («Микрофонный убийца») — это было главное демо. Это было демо, которое я отдал Matty C из журнала The Source для колонки «Unsigned Hype» («Реклама неподписанного ни на один лейбл артиста»). Затем молодой человек по имени Шон «Puff Daddy» Комбс отправился к Мэтти Си и сказал: «Я знаю, что ты делаешь эту колонку «Unsigned Hype», кто у тебя лучший рэпер?». Мэтти Си указал на Бигги. Первое, что спросил его Пафф, было: «Но как он выглядит?». Затем Пафф встретился с Бигги и Мистером Си. Пафф попросил Бигга: «Я хочу, чтобы ты зарифмовал что-то прямо сейчас». После того, как Биг закончил, Пафф сказал: «Я могу выпустить твою запись летом. Ты согласен с этим?». Биг ответил: «Просто поговорите с Си»
В результате Бигги присоединился к Heavy D & The Boyz, Mary J. Blige и Guy на лейбле Uptown Records. Однако ненадолго. В 2016 году в интервью для Sway In The Morning Мистер Си рассказал о том, почему альбом Ready To Die звучит как два разных альбома:
В 1992 году я обнаружил, что вопреки многим слухам, лейбл MCA Records отстранил Бигги от бизнеса. Они выгнали его с лейбла. Они поехали к Андре Харреллу и сказали: «Вам нужно убрать пять рэперов». Они убрали Бигги, Lil' Shawn и ещё троих. Это решение сильно повлияло на то, что мы теперь знаем как классический дебют Biggie Smalls. Половина альбома «Ready To Die» была уже записана для лейбла Uptown Records, на который Биг был подписан. Если вы внимательно послушаете песни «Ready To Die» и «Gimme The Loot», то вы заметите, что голос Бигги на них безумно молод, потому что эти песни были записаны в 1992 году. Вторая половина альбома Ready To Die была записана в 1994 году (только через 1,5 или 2 года). Среди этих треков оказались «Big Poppa», «One More Chance» и неальбомный сингл «Who Shot Ya?». Голос Бигги на этих треках звучит более зрелым. В 1994 году Пафф Дэдди заключил сделку с лейблом Arista Records для Bad Boy Records. Ему пришлось купить записанные песни Бигги (половину альбома) у владельца Uptown Records, Андре Харрелла, по слухам, за 1 миллион долларов. Как только он купил эти записи, они приступили к записи второй половины альбома.
С 1992 по 1993 годы Mister Cee записал с Бигги несколько демо, включая «Microphone Murderer» (a.k.a. «Another Rough One»), «The Wickedest», «Mumbling & Whispering» и неизданный трек 1992 года «Big Up, It’s A Stick Up», записанный при участии 3rd Eye, Ol' Dirty Bastard и LS. Мистер Си также записал знаменитый в хип-хопе фристайл «Where Brooklyn At?» (или «The Madison Square Garden Freestyle») с участием Тупака и Бигги на фестивале Budweiser Superfest 24 октября 1993 года.
Мистер Си также является первым диджеем, который выпустил 120-минутный микстейп. В статье американского журнала Billboard 2003 года о музыкальном магазине Beat Street Мистер Си рассказал о важности магазина в его собственной карьере. «Я не могу вспомнить другой музыкальный магазин, чьё влияние сравнимо с влиянием Beat Street на хип-хоп-диджеев в Нью-Йорке и во всём мире», — сказал Си. «Это был первый магазин, который продавал мои 120-минутные микстейпы», — продолжил он. «Это привело к тому, что всё больше людей узнали обо мне».
В 1993 году Мистер Си был приглашён на Нью-Йоркское радио ведущим Mr. Magic, для шоу «Best Of Both Worlds with Mr. Magic & Mister Cee» на радио 91.5 WNYE. С 1993 года Мистер Си работает на Нью-Йоркском радио Hot 97, где он стал известен как ведущий многих авторских передач.
Мистер Си также известен серией микстейпов, таких как That Mister Cee Shit, Hittin Ya In Da Head, R&B Buttas и The Best Of, которые он выпустил на лейбле Tape Kingz во главе с Яном и Стивеном, которые помогали распространять микстейпы на рынке Нью-Йорка, а затем и по всей стране. Одним из самых значительных был его микс для Бигги, который помог обосновать канонический статус рэпера ещё до выхода альбома Life After Death. Си собрал на нём треки, записанные до альбома Ready To Die и множество ремиксов и синглов. В то время как два альбома Бигги являются документом его отношений с его лейблом, микс Си отражает более широкую сущность важности рэпера для эпохи, ощущение того, как он заполнил радиоволны, лучше, чем любой отдельный релиз.

## Правонарушения
Однако в 2011 году дела начали сходить с рельсов, когда мистер Си признал себя виновным в шалости с целью привлечения проститутки после того, как полицейские обнаружили его в его машине в нижнем Манхэттене, вступившим в половой акт с другим мужчиной. Проститутка была позже идентифицирована как 20-летний мужчина Лоуренс Кэмпбелл, также известный как Брук-Лайн. Обвинение, изначально являвшееся правонарушением, было понижено до нарушения, и Си поручили пройти три месяца или 12 сеансов с врачом. Затем, 5 мая 2013 года, Си был снова арестован, на этот раз за то, что он занимался сексом с сотрудником полиции под прикрытием, изображающим из себя проститутку. Си назвал это «спецоперацией», и обвинения в итоге были сняты. Затем всплыло видео, предположительно снятое в конце 2012 года, и Си снова погрузился в ту же болтовню слухов, обвинений и вопросов.
6 мая 2013 года Си вышел в эфир радио Hot 97, чтобы оспорить сообщения о своей сексуальности. Он описал свой интерес к трансгендерным проституткам как эксцентричную, странную одержимость. «Абсолютно нет», — сказал он, когда его прямо спросили, гей ли он. «Я общаюсь с транссексуалами только для одного, для орального секса». Си сказал, что его интерес к платному сексу начался после того, как подруга разбила ему сердце в 2000 году. Мистер Си объявил, что он добровольно покинет свой пост радиоведущего.
12 сентября 2013 года во время интервью на Hot 97 Мистер Си признал, что занимался оральным сексом с транссексуалами, но он не считает себя геем. Он говорит, что видео, появившееся вчера, было с прошлого года, и что он прекратил привлекать трансгендерных проституток после своего ареста в мае. Си расплакался, когда говорил о том, как ситуация может повлиять на его способность содержать семью и его чувство, что он подвёл своих друзей. Позже Си объявил, что возвращается на своё радиошоу по просьбе программного директора Hot 97, Эбро Дардена. Си также получил поддержку от своих коллег Питера Розенберга и Funkmaster Flex.
Когда впервые появились новости о Мистере Си, два самых известных рэп-артиста из Нью-Йорка бросили вызов внешним стереотипам культуры. Prodigy из Mobb Deep был первым: «Этот ниггер любит Mobb Deep и всегда показывает нам свою любовь, и постоянно играет нашу музыку по радио. Он один из тех, кто делает это… Этот ниггер звонит нам, мы всегда спрашиваем друг у друга: „Как дела? Ты в порядке?“. Если он хочет устроить вечеринку, что угодно. Что бы ни хотел мистер Си, мы дружим с мистером Си. Так оно и есть». Другим рэпером был 50 Cent, который выступил в поддержку диджея и сказал, что сделает Мистера Си своим диджеем «в любой день».

## Смерть
Лебрен умер 10 апреля 2024 года в возрасте 57 лет. Причина его смерти в настоящее время неизвестна.
Многие известные деятели музыкальной индустрии отреагировали на новость о смерти Лебрена, в том числе рэперы 50 Cent и Memphis Bleek, а также диджей DJ Peter Rosenberg.

## Дискография

### Продюсер
- Big Daddy Kane - Long Live The Kane (1988) (скретчи)
- Big Daddy Kane - It’s A Big Daddy Thing (1989) (продюсер «The House That Cee Built», скретчи)
- Big Daddy Kane - Taste Of Chocolate (1990) (продюсер «Down The Line»)
- Big Daddy Kane - Prince Of Darkness (1991) (продюсер «Troubled Man» и «D.J.s Get No Credit», сведение)
- Big Daddy Kane - Looks Like A Job For… (1993) (продюсер «Give It To Me», сведение)
- The Notorious B.I.G. - Ready to Die (1994) (помощник исполнительного продюсера, скретчи[15])

### Микстейпы
- That Mister Cee Shit (серия микстейпов) (1994)
- The Best Of (серия микстейпов) (1995)
- Hittin Ya In Da Head (серия микстейпов) (1995)
- R&B Buttas (серия микстейпов) (1996)
- Hip Hop According To Cee (серия микстейпов) (1996)
- Watch This R&B Get All Up In Ya Gutz (серия микстейпов) (1996)
- Ghetto Classics — The Nervous Mixtape (1996)
- Getta Grip Muthaphuckas (микстейп) (1996)
- The Physical Tape (микстейп) (1996)
- I Got That John-Blaze Sh*t , Do You? (микстейп) (1997)
- FuckYouPayMe!! (микстейп) (1998)
- Blazin Blends (серия микстейпов) (2000)

## Фильмография

### Художественные фильмы
- Biggie: The Life of Notorious B.I.G. (2017)

### Документальные фильмы
- Driven: Jay-Z (2013)
- I Got a Story to Tell: The Lyrics of Biggie Smalls (2009)
- Bloomberg Game Changers: Jay-Z (2010)
- Unsung: Big Daddy Kane (2011)
- A Genius Leaves the Hood: The Unauthorized Story of Jay Z (2014)
- #ITalkedToBiggie (2017)
- Life After Death: Remembering The Notorious B.I.G. 20 Years Later (2017)
- Hip-Hop Evolution (2018)

### Телевидение
- Люк Кейдж (2018)

## Озвучивание видеоигр
- 2005 — The Warriors (в роли дополнительного солдата)
- 2008 — Grand Theft Auto IV (в роли диджея The Beat 102.7)